# Ruben Brekelmans
Ruben Pieter Brekelmans (Leidschendam, 18 juli 1986) is een Nederlands politicus namens de VVD. Hij is sinds 2 juli 2024 minister van Defensie in het kabinet-Schoof. Daarvoor was hij vanaf 31 maart 2021 Tweede Kamerlid.

## Biografie

### Opleiding en loopbaan
Brekelmans groeide op in het Noord-Brabantse dorp Kaatsheuvel. Hij volgde van 1998 tot 2004 het gymnasium aan het Dr. Mollercollege in Waalwijk. Hij studeerde van 2004 tot 2008 Bedrijfseconomie en van 2004 tot 2010 Algemene economie aan de Universiteit van Tilburg. Van 2008 tot 2009 studeerde hij Internationale politiek aan de London School of Economics. Van 2013 tot 2015 studeerde hij Bestuurskunde aan de John F. Kennedy School of Government van de Harvard University. Hij was vervolgens werkzaam als strategieconsultant voor het Amsterdamse kantoor van de Boston Consulting Group en als columnist en essayist voor Het Financieele Dagblad. Daarna was hij van 2017 tot 2019 politiek assistent van staatssecretaris van Justitie en Veiligheid Mark Harbers. Na Harbers' aftreden in mei 2019 bleef Brekelmans werken voor het ministerie van Justitie en Veiligheid als programmadirecteur "Adaptief Asielsysteem". Van oktober 2020 tot maart 2021 was hij werkzaam als programmadirecteur "Inzicht In Kwaliteit" op het ministerie van Financiën.

### Politieke loopbaan
Brekelmans werd op zeventienjarige leeftijd lid van de Jongerenorganisatie Vrijheid en Democratie (JOVD), de onafhankelijke jongerentak van de VVD. Tussen 2017 en 2021 was hij voorzitter van het thematisch netwerk "internationaal" van de VVD. Ook schreef hij mee aan het verkiezingsprogramma van die partij voor de Europese Parlementsverkiezingen 2019. Brekelmans werd op 31 maart 2021 namens de VVD beëdigd als lid van de Tweede Kamer der Staten-Generaal, nadat hij bij de Tweede Kamerverkiezingen 2021 de dertigste kandidaat was geweest en 1.539 voorkeurstemmen had ontvangen. In zijn portefeuille had hij buitenlands beleid, internationaal cultuurbeleid, verlenging missies inclusief art 100 en migratie. Brekelmans was lid van de volgende commissies:
- Delegatie naar de NAVO-Assemblee
- Delegatie naar de OVSE-Assemblee
- Vaste commissie voor Buitenlandse Handel en Ontwikkelingssamenwerking
- Vaste commissie voor Buitenlandse Zaken
- Vaste commissie voor Defensie
- Vaste commissie voor Europese Zaken
- Vaste commissie voor Koninkrijksrelaties
- Contactgroep Frankrijk
- Contactgroep Verenigd Koninkrijk
- Contactgroep Verenigde Staten (voorzitter)

Toen Rusland zijn troepenmacht bij de grens met Oekraïne opbouwde in aanloop naar zijn invasie van dat land in 2022, riep Brekelmans op tot het leveren van wapens aan Oekraïne en tijdens de invasie pleitte hij voor strenge sancties waaronder het sluiten van het luchtruim van de Europese Unie voor Russische luchtvaartmaatschappijen. Daarnaast was Brekelmans voorstander van het snel verhogen van de uitgaven aan defensie zodat het budget aan de NAVO-norm van 2% van het bbp voldoet en opperde hij voor meer Europese samenwerking op het gebied van veiligheid, defensie en migratie maar niet in het verband van een Europees leger.
Op 4 september 2023 werd hem door de Oekraïense president Zelensky de Orde van Verdienste in de derde klasse toegekend.
Hij schreef in een opinieartikel dat hij uitgeprocedeerde asielzoekers wilde uitzetten om ruimte te maken voor "échte vluchtelingen" uit bijvoorbeeld Oekraïne. Ook stelde hij voor om te kijken naar een tijdelijke stop voor nieuwe asielaanvragen als reactie op capaciteitsproblemen bij asielzoekerscentra. Kort na de val van het kabinet-Rutte IV als gevolg van onenigheid over immigratiehervormingen pleitte Brekelmans voor samenwerking met de Partij voor de Vrijheid (PVV), waaronder als gedoogpartner van een minderheidskabinet. De VVD en haar leider Mark Rutte hadden de PVV jarenlang uitgesloten vanwege de val van kabinet-Rutte I in 2012 en de anti-immigratie- en anti-moslimstandpunten van de PVV. Volgens Brekelmans bleef hij bij de "fundamentele bezwaren" van zijn partij tegen de PVV, maar hij zei dat hun steun mogelijk nodig zou zijn om immigratievraagstukken op te lossen. Hij opperde voor het verlagen van de jaarlijkse instroom van immigranten met minstens 50.000. De JOVD en partijprominent Ed Nijpels uitten kritiek op de opmerkingen van Brekelmans, maar VVD-lijsttrekker Dilan Yeşilgöz sloot weken later samenwerking met de PVV ook niet uit.

## Privéleven
Brekelmans heeft een vriendin en een dochter.